# Душан Шестіч
Душан Шестіч (серб. Душан Шестић / Dušan Šestić; нар. 1946, Баня-Лука, СФРЮ (нині Боснія і Герцеговина)) — боснійський композитор. Автор музики і слів Державного гімну Боснії і Герцеговини.

## Біографія
Навчався грі на скрипці в музичній школі «Владо Мілошевича» в Баня-Лука, продовжив навчання в музичній академії Белграда. Професійну кар'єру розпочав у оркестрі Югославської Народної Армії в Белграді. Був музикантом військового оркестру в Спліті (1984—1991). Одночасно грав в оркестрі Сплітської опери.

## Творчість
Душан Шестіч — відомий композитор Боснії і Герцеговини, автор класичної музики, музики для радіо, театру і телебачення, ряду дитячих музичних творів.
Автор музики і слів Державного гімну Боснії і Герцеговини під назвою «Інтермеццо». Протягом 10 років гімн виконувався без слів і лише в 2009 році урядом Боснії і Герцеговини був затверджений текст, написаний Душаном Шестічем в співавторстві з Беньяміном Ісовічем.
Пісня композитора «Мати Земля» в 2008 році входила в список для нового гімну Республіки Сербської.

## Родина
Дочка — Марія Шестіч, співачка і піаністка Боснії і Герцеговини, в травні 2007 року брала участь в конкурсі пісні «Євробачення 2007», в м Гельсінкі з піснею «Rijeka bez imena» («Річка без імені»).